# یوری سوخوروکوف
یوری سوخوروکوف (انگلیسی: Jury Sukhorukov؛ زادهٔ ۲۹ مارس ۱۹۶۸) تیرانداز اهل اوکراین بود.